# Comuna Jujeleanî, Sokal
Jujeleanî (în ucraineană Жужеляни) este o comună în raionul Sokal, regiunea Liov, Ucraina, formată din satele Jujeleanî (reședința), Peremîslovîci, Țebliv și Zabolottea.

## Demografie
Componența lingvistică a comunei Jujeleanî
     Ucraineană (99,74%)
     Alte limbi (0,13%)
Conform recensământului din 2001, majoritatea populației comunei Jujeleanî era vorbitoare de ucraineană (99,74%), existând în minoritate și vorbitori de alte limbi.